# Liste der Monuments historiques in Plancy-l’Abbaye
Die Liste der Monuments historiques in Plancy-l’Abbaye führt die Monuments historiques in der französischen Gemeinde Plancy-l’Abbaye auf.

## Liste der Objekte
| Bezeichnung                                        | Beschreibung                                                                | Standort                                                      | Kennzeichnung | Schutzstatus | Datum | Bild |
| -------------------------------------------------- | --------------------------------------------------------------------------- | ------------------------------------------------------------- | ------------- | ------------ | ----- | ---- |
| Skulptur Madonna mit Kind (1)                      | Kalkstein, farbig gefasst, 14. Jahrhundert                                  | Abbaye-sous-Plancy, in der Kirche St-Martin (Lage)            | PM10001507    | Classé       | 1911  |      |
| Skulpturengruppe Mantelteilung des heiligen Martin | Kalkstein, farbig gefasst, 16. Jahrhundert                                  | Abbaye-sous-Plancy, in der Kirche St-Martin (Lage)            | PM10001508    | Classé       | 1911  |      |
| Skulptur Madonna mit Kind (2)                      | Kalkstein, farbig gefasst, 17. Jahrhundert                                  | Abbaye-sous-Plancy, in der Kirche St-Martin (Lage)            | PM10001509    | Classé       | 1911  |      |
| Skulptur Unterweisung Mariens                      | Kalkstein, farbig gefasst, 16. Jahrhundert                                  | Plancy-l’Abbaye, in der Kirche St-Julien-l’Hospitalier (Lage) | PM10001514    | Classé       | 1982  |      |
| Sakristeischrank                                   | wiederverwendete Schnitzereien eines Kommuniontischs; Holz, 18. Jahrhundert | Plancy-l’Abbaye, in der Kirche St-Julien-l’Hospitalier (Lage) | PM10004740    | Inscrit      | 1981  |      |
| Skulptur Heiliger Stephan                          | Kalkstein, farbig gefasst, 18. Jahrhundert                                  | Plancy-l’Abbaye, in der Kirche St-Julien-l’Hospitalier (Lage) | PM10004747    | Inscrit      | 1984  |      |
| Skulptur Madonna mit Kind (3)                      | Kalkstein, farbig gefasst, 16. oder 17. Jahrhundert                         | Plancy-l’Abbaye, in der Kirche St-Julien-l’Hospitalier (Lage) | PM10004751    | Inscrit      | 1984  |      |
| Gemälde Martyrium des heiligen Julianus Hospitator | Ölfarbe auf Leinwand, 19. Jahrhundert                                       | Plancy-l’Abbaye, in der Kirche St-Julien-l’Hospitalier (Lage) | PM10004743    | Inscrit      | 1984  |      |
| Lesepult                                           | Holz, farbig gefasst, Schmiedeeisen, 19. Jahrhundert                        | Plancy-l’Abbaye, in der Kirche St-Julien-l’Hospitalier (Lage) | PM10004739    | Inscrit      | 1984  |      |
| Paramente der Seitenaltäre                         | Leder, Ende des 16. Jahrhunderts                                            | Abbaye-sous-Plancy, in der Kirche St-Martin (Lage)            | PM10004718    | Inscrit      | 1980  |      |
| Skulptur Heiliger Julianus Hospitator              | Kalkstein, farbig gefasst, 17. Jahrhundert                                  | Plancy-l’Abbaye, in der Kirche St-Julien-l’Hospitalier (Lage) | PM10004744    | Inscrit      | 1984  |      |
| Skulptur Heiliger Viktor                           | Kalkstein, farbig gefasst, 17. Jahrhundert                                  | Plancy-l’Abbaye, in der Kirche St-Julien-l’Hospitalier (Lage) | PM10004745    | Inscrit      | 1984  |      |
| Weihwasserbecken                                   | Kalkstein, 17. Jahrhundert                                                  | Plancy-l’Abbaye, in der Kirche St-Julien-l’Hospitalier (Lage) | PM10004746    | Inscrit      | 1984  |      |
| Gemälde Heiliger Sebastian                         | Ölfarbe auf Leinwand, 1869 von E. Gautier                                   | Plancy-l’Abbaye, in der Kirche St-Julien-l’Hospitalier (Lage) | PM10001506    | Classé       | 1983  |      |
| Gemälde Rosenkranzmadonna                          | Ölfarbe auf Holz, 17. Jahrhundert                                           | Plancy-l’Abbaye, in der Kirche St-Julien-l’Hospitalier (Lage) | PM10001515    | Classé       | 1982  |      |
| Skulptur Johannes Evangelist                       | Holz, farbig gefasst, Ende des 16. Jahrhunderts                             | Plancy-l’Abbaye, in der Kirche St-Julien-l’Hospitalier (Lage) | PM10001513    | Classé       | 1982  |      |
| Weihwassereimer                                    | Bronze, 16. Jahrhundert; Verbleib unbekannt                                 | Plancy-l’Abbaye, in der Kirche St-Julien-l’Hospitalier (Lage) | PM10001517    | Classé       | 1913  |      |
| Glocke                                             | Bronze, 1557 gegossen                                                       | Viâpres-le-Grand, in der Kirche St-Loup (Lage)                | PM10001518    | Classé       | 1913  |      |
| Skulptur eines heiligen Bischofs                   | Holz, farbig gefasst, 16. Jahrhundert                                       | Plancy-l’Abbaye, in der Kirche St-Julien-l’Hospitalier (Lage) | PM10004748    | Inscrit      | 1984  |      |
| Gemälde Jesusknabe                                 | Ölfarbe auf Holz, Holzrahmen, 17. Jahrhundert                               | Plancy-l’Abbaye, in der Kirche St-Julien-l’Hospitalier (Lage) | PM10004749    | Inscrit      | 1982  |      |
| Tabernakel                                         | Holz, farbig gefasst, Metall, 16. Jahrhundert (?)                           | Plancy-l’Abbaye, in der Kirche St-Julien-l’Hospitalier (Lage) | PM10004750    | Inscrit      | 1984  |      |
| Skulptur Heiliger Spanus                           | Kalkstein, 17. oder 18. Jahrhundert                                         | Abbaye-sous-Plancy, in der Kirche St-Martin (Lage)            | PM10004752    | Inscrit      | 1984  |      |
| Kirchenfenster Leben des heiligen Claudius         | vom Anfang des 17. Jahrhunderts                                             | Viâpres-le-Grand, in der Kirche St-Loup (Lage)                | PM10002825    | Classé       | 1988  |      |
| GemäldeKreuzabnahme                                | Ölfarbe auf Leinwand, 19. Jahrhundert; nach Charles Le Brun                 | Plancy-l’Abbaye, in der Kirche St-Julien-l’Hospitalier (Lage) | PM10004742    | Inscrit      | 1984  |      |
| Skulptur Heiliger Sebastian                        | Kalkstein, 17. Jahrhundert; Verbleib unbekannt                              | Abbaye-sous-Plancy, in der Kirche St-Martin (Lage)            | PM10004741    | Inscrit      | 1981  |      |
| Kirchenfenster                                     | aus dem 16. Jahrhundert                                                     | Abbaye-sous-Plancy, in der Kirche St-Martin (Lage)            | PM10001510    | Classé       | 1913  |      |
| Skulptur Madonna mit Kind (4)                      | Kalkstein, farbig gefasst, 14. Jahrhundert                                  | Plancy-l’Abbaye, in der Kirche St-Julien-l’Hospitalier (Lage) | PM10001511    | Classé       | 1911  |      |
| Drei Kirchenfenster                                | aus dem 16. Jahrhundert; 1940 weitgehend zerstört                           | Plancy-l’Abbaye, in der Kirche St-Julien-l’Hospitalier (Lage) | PM10001512    | Classé       | 1911  |      |
| Taufbecken                                         | Kalkstein, 16. Jahrhundert                                                  | Viâpres-le-Grand, in der Kirche St-Loup (Lage)                | PM10001516    | Classé       | 1913  |      |
| Kirchenfenster Jüngstes Gericht                    | aus dem 16. Jahrhundert                                                     | Viâpres-le-Grand, in der Kirche St-Loup (Lage)                | PM10001519    | Classé       | 1913  |      |
| Skulptur Heiliger Brictius                         | mit Sockel; Kalkstein, farbig gefasst, 17. Jahrhundert                      | Abbaye-sous-Plancy, in der Kirche St-Martin (Lage)            | PM10001520    | Classé       | 1984  |      |